# Brygady pancerne
Brygada pancerna (BPanc) – oddział ogólnowojskowy przeznaczony do prowadzenia wszystkich rodzajów działań taktycznych w składzie dywizji lub samodzielnie.

## Brygada pancerna SZ RP

### Struktura i wyposażenie w 2017

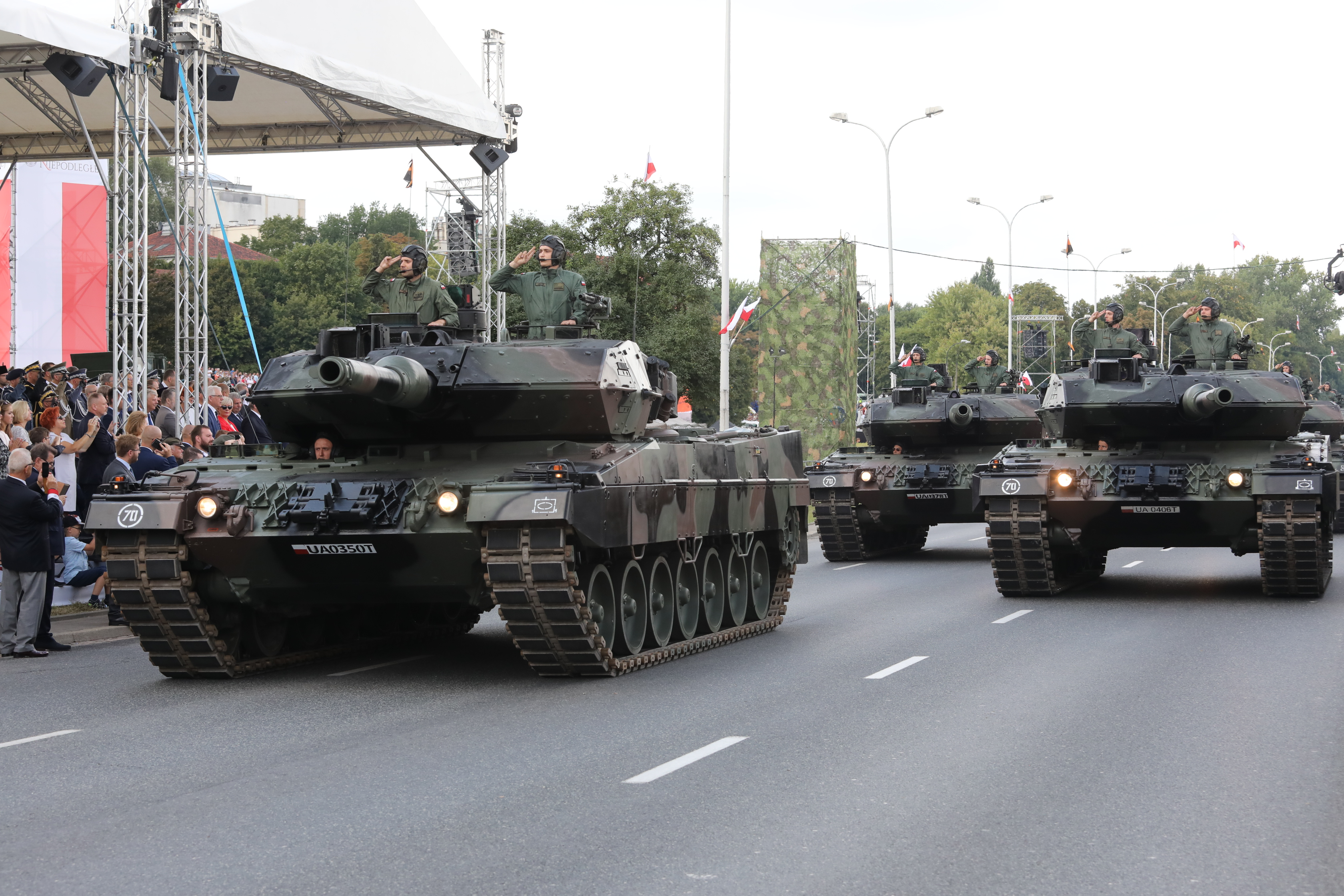
Polski Leopard 2

- dowództwo brygady[1][a]
- grupa dowódcy brygady
  - pion ochrony informacji niejawnych
  - pomocnik ds. podoficerów
  - sekcja wychowawcza
  - sekcja finansowa
  - sekcja bhp
  - radca prawny
- sztab brygady
  - sekcja S–1 (personalna)[b]
  - sekcja S–2 (rozpoznawcza)[c]
  - sekcja S–3 (operacyjna)[d]
  - sekcja S–4 (logistyczna)[e]
  - sekcja S–6 (wsparcia dowodzenia i łączności)[f]

pododdziały
- kompania rozpoznawcza
- batalion dowodzenia
- dwa bataliony czołgów
- batalion zmechanizowany
- dywizjon artylerii samobieżnej
- dywizjon przeciwlotniczy
- batalion logistyczny
- kompania saperów

### Struktura i wyposażenie w 1999

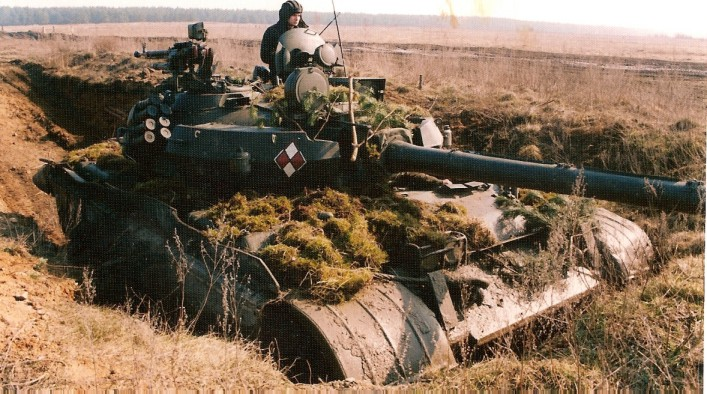
Czołg T-55AM Merida

- dowództwo brygady[5][a]
- sztab brygady
- sekcje od S–1 do S–6
- pion szkolenia
- kancelarie
- pion głównego księgowego

pododdziały
- batalion dowodzenia
- trzy bataliony czołgów
- batalion zmechanizowany
- dywizjon artylerii samobieżnej
- dywizjon przeciwlotniczy
- batalion logistyczny
- kompania saperów
- kompania rozpoznawcza

### Brygady pancerne (kawalerii pancernej) w SZ RP
| Logo | Nazwa                          | Garnizon   | Aktywność |
| ---- | ------------------------------ | ---------- | --------- |
|      | 1 Brygada Pancerna             | Wesoła     | 1994–     |
|      | 3 Brygada Pancerna             | Trzebiatów | 1994–1995 |
|      | 4 Brygada Kawalerii Pancernej  | Orzysz     | 1995–2001 |
|      | 5 Brygada Pancerna             | Opole      | 1994–2001 |
|      | 6 Brygada Kawalerii Pancernej  | Stargard   | 1995–2007 |
|      | 9 Brygada Kawalerii Pancenej   | Braniewo   | 1994–     |
|      | 10 Brygada Kawalerii Pancernej | Świętoszów | 1995–     |
|      | 12 Brygada Kawalerii Pancernej | Złocieniec | 1995–2001 |
|      | 14 Brygada Pancerna            | Przemyśl   | 1993–2000 |
|      | 15 Brygada Kawalerii Pancernej | Wędrzyn    | 1996–2007 |
|      | 34 Brygada Kawalerii Pancenej  | Żagań      | 1995–     |
|      | 36 Brygada Pancerna            | Trzebiatów | 1995–1998 |